# Palona
Palona (szerbül Плавна / Plavna, horvátul Plavana, németül Plawingen) falu Szerbiában, a Vajdaságban, a Dél-bácskai körzetben, Bács községben.

## Fekvése
Bácstól délkeletre, a Duna közelében, Vukovárral szemben fekszik.

## Története
Palona nevét 1522-ben a dézsmalajstrom említette először 58 adózóval. Adózói számából ítélve ekkor már népes község lehetett.
1553-ban a török hódoltság alatt a defterek már Palavna néven említik a bácsi nahijében 4 adózó és 13 nem adózó házzal. Nevét a török időkben változtatta Plávnára, és 1904-ig meg is tartotta e nevet. A falu a török hódoltság alatt sem néptelenedett el.
1699-ben, Bács vármegye első összeírásában 18 gazdával szerepel és ekkor összesen 6 lova, 16 ökre, 18 tehene, 22 borja, 38 juha, 11 disznaja, 42 méhkasa volt, továbbá 11 kapa szőlője, 18 hold szántóföldje és 5 hold árpája volt.
1715-ben csak 11 adófizető gazdája, 1722-ben pedig 23 adózója volt. Cothmann 1763-ban Bukinból Plávnára jött át, ez kamarai falu volt csekély terjedelmű határral.
A falu lakosai római katolikus sokácok voltak, akik a szomszéd Morgas puszta szántóföldnek használt kis részét bérben művelték, de a morgási erdők mellett voltak a plávnaiaknak szintén szép tölgy- és cserfa-erdeik is. A falu urbáriuma 1772. június 27-én volt.
A faluban 1876-ban árvíz, majd 1886-ban nagy tűzvész pusztított.
1910-ben 2642 lakosából 808 magyar, 597 német, 26 szlovák, 1199 cigány és sokác volt. Ebből 2410 római katolikus, 110 református, 86 görögkeleti ortodox volt.
A trianoni békeszerződés előtt Bács-Bodrog vármegye Palánkai járásához tartozott.

## Népesség

### Demográfiai változások
| 1948 | 1953 | 1961 | 1971 | 1981 | 1991 | 2002 | 2011 |
| ---- | ---- | ---- | ---- | ---- | ---- | ---- | ---- |
| 2350 | 2560 | 2662 | 2033 | 1712 | 1538 | 1392 | 1152 |

## Látnivalók
- Szent Jakab apostol római katolikus templom: a plébánia ősi, 1756-ban alapították. A templom névadója Szent Jakab apostol. 1809-től 1813-ig építették. 1958-ban és 1968-ban felújították. A templom méretei: hossza 37 m, szélessége 12,5 m, a hajó magassága 10 m, a toronyé 29 m. Három harangja közül a legnagyobb 320 kg, a legkisebb 150 kg. Az anyakönyvet 1756. óta vezetik. Ma a horvát és a magyar nemzetiségűek képezik a római katolikus lakosságot.

## Külső hivatkozások
- Palona története Archiválva 2012. október 5-i dátummal a Wayback Machine-ben